# Lovečkovice
Obec Lovečkovice (německy Loschowitz) se nachází v okrese Litoměřice v Ústeckém kraji. Žije v ní 605 obyvatel.

## Historie
První písemná zmínka o obci vesnici z roku 1396.

## Obyvatelstvo
Při sčítání lidu v roce 1921 zde žilo 168 obyvatel (z toho 83 mužů), z nichž byl jeden Čechoslovák a 167 Němců. Kromě dvou evangelíků se hlásili k římskokatolické církvi. Podle sčítání lidu z roku 1930 měla vesnice 186 obyvatel: čtyři Čechoslováky a 182 Němců. Většina byla římskými katolíky, ale tři lidé byli členy církve československé a jeden patřil k evangelíkům.
| | 1869 | 1880 | 1890 | 1900 | 1910 | 1921 | 1930 | 1950 | 1961 | 1970 | 1980 | 1991 | 2001 | 2011 |
| --- | ---- | ---- | ---- | ---- | ---- | ---- | ---- | ---- | ---- | ---- | ---- | ---- | ---- | ---- |
| Obyvatelé | 446  | 461  | 465  | 402  | 396  | 367  | 392  | 158  | 153  | 208  | 291  | 245  | 257  | 220  |
| Domy | 78   | 81   | 80   | 81   | 81   | 80   | 81   | 47   | 48   | 40   | 39   | 44   | 47   | 54   |
| Tabulka obsahuje údaje osad Hradiště a Lukavice. Data z roku 1961 zahrnují i domy místní části Levínské Petrovice. |      |      |      |      |      |      |      |      |      |      |      |      |      |      |

## Pamětihodnosti
- Venkovský dům čp. 17
- Venkovská usedlost č. ev. 46, památkově chráněno od ledna 2022

## Části obce
- Lovečkovice
- Dolní Šebířov
- Hlupice
- Knínice
- Levínské Petrovice
- Mukařov
- Náčkovice
- Touchořiny